# Quinto Hortensio (dictador)
Quinto Hortensio (en latín Quintus Hortensius) dictador cerca del año 286 a. C. 
El pueblo, oprimido por las deudas, había estallado en una sedición, y terminó por separarse en el Janiculum. 
Fue nombrado dictador para remediar esta situación, y con este nuevo propósito, repuso la Lex Horatia-Valeria (del año 446 a. C.), y la Lex Publilia Lex (del año 336 a. C.) ut quod plebs jussisset omnes Quirites teneret..
Hortensio pasó otra ley, conocida como nundinae as dies fasti y establece un trinundinum como el plazo necesario entre la promulgación y la proposición de una lex Centuriata.